# 八嶋健三
八嶋 健三（やじま けんぞう、1932年11月28日 -  ）は、日本の経営者。北陸銀行頭取を務めた。

## 来歴・人物
富山県出身。1955年に小樽商科大学商学部を卒業し、同年に北陸銀行に入行した。1983年9月に取締役に就任し、1987年6月に常務、1991年6月に専務を経て、1992年6月に頭取に就任。1998年6月に会長に就任し、2002年6月には特別参与に就任。